# Tercera Secció d'Informació de l'Alt Estat Major
La Tercera Secció d'Informació de l'Alt Estat Major (SIAEM), també denominat com a Servei d'Informació de l'Alt Estat Major, va ser un servei d'intel·ligència militar que va existir a Espanya durant la Dictadura franquista. En 1977 va desaparèixer en integrar-se al Centre Superior d'Informació de la Defensa (CESID).

## Història
Un decret del 30 d'agost de 1939 crea l'Alt Estat Major (AEM) de les Forces Armades franquistes amb l'objectiu de tenir "un òrgan de coordinació, estudi i informació, que faciliti al Comandament Suprem els elements de judici convenients per a l'orientació dels seus designis". L'organigrama de l'AEM es dividia en tres seccions: la militar, la d'economia i la d'informació, origen del SIAEM. L'organització de la secció tenia una Prefectura a càrrec d'un Coronel o General de brigada i quatre negociats: Administratiu, d'Operacions, d'Estudis i Informes i el Tècnic.
El Coronel Vicente Fernández Bascarán, que comptava amb el beneplàcit del General Franco, va ser nomenat primer director del SIAEM.
A partir de l'ordre reservada de 5 de febrer de 1944 es planteja la doble necessitat d'"enfrontar-se", dins d'Espanya, als complexos Serveis d'Espionatge estrangers, i de coordinar l'acció dels diversos organismes encarregats de reprimir-los. A conseqüència d'una sèrie de problemes entre els diferents serveis de contra intel·ligència existents, a la fi de 1945 una altra ordre reservada estableix el següent repartiment de competències: l'Alt Estat Major s'encarrega de l'espionatge i del contraespionatge de caràcter militar, dins i fora del país; els Ministeris recapten la informació general que necessitin segons les seves necessitats; i el Ministeri de Governació s'encarrega de la seguretat interna del país. Com a conseqüència de l'anterior la comesa principal d'aquesta secció se centra a proporcionar al "Comandament Suprem" informació política, econòmica, social i militar per conèixer amb precisió les possibilitats i potencialitat dels països estrangers; i desenvolupar la contra intel·ligència dins i fora del país de caràcter militar.
Després de les revoltes estudiantils de 1968, el Ministre d'Educació va preguntar al comandant del SIAEM, General Martos, sobre la possibilitat que aquest realitzés labors d'espionatge en l'àmbit universitari. Va ser això el que portaria a l'octubre d'aquest any a la creació de l'Organització Contrasubversiva Nacional (OCN) de la mà de Luis Carrero Blanco.
A principis dels anys 1970 el servei d'intel·ligència d'Alt Estat Major encara seguia sent molt elemental, però pretén orientar-se cap a un model cada vegada més occidental. La marxa del si d'aquest servei del coronel San Martín i d'un altre oficial a l'OCN, que més tard dona lloc al Servei Central de Documentació (SECED), els allibera als de la tercera secció del treball sobre l'ordre intern a Espanya.
La SIAEM va desaparèixer en 1977 quan es va fusionar amb el SECED per formar el Centre Superior d'Informació de la Defensa (CESID).